# Ульяновка (Батиревський район)
Улья́новка (рос. Ульяновка, чув. Ульяновка) — селище у складі Батиревського району Чувашії, Росія. Входить до складу Бахтігільдінського сільського поселення.
Населення — 159 осіб (2010; 176 у 2002).
Національний склад:
- чуваші — 97 %